# Lannilis
Lannilis (bretonsko Lanniliz) je naselje in občina v severozahodnem francoskem departmaju Finistère regije Bretanje. Naselje je leta 2008 imelo 5.084 prebivalcev.

## Geografija
Kraj leži v pokrajini Pays de Léon 23 km severno od Bresta.

## Uprava
Lannilis je sedež istoimenskega kantona, v katerega so poleg njegove vključene še občine Guissény / Gwiseni, Landéda / Landeda, Plouguerneau / Plougerne in Tréglonou / Treglonoù s 15.325 prebivalci.
Kanton Lannilis je sestavni del okrožja Brest.

## Zanimivosti
- župnijska cerkev sv. Petra in Pavla iz 18. in 19. stoletja,
- graščina château de Kerouartz iz konca 16. stoletja,
- spomenik mrtvim v prvi svetovni vojni,
- "hudičev most" Pont Krac'h na estuariju Aber-Wrac'h.

## Pobratena mesta
- Lapoutroie (Haut-Rhin, Alzacija);